# ThreadX
ThreadX és un sistema operatiu de temps real, desenvolupat i comercialitzat per l'empresa Express Logic. Altres sistemes operatius de temps real són, per exemple, VxWorks, Nucleus RTOS, OSE, QNX, etc. L'autor original de Threadx és William Lamie, que a més també és el president i cap executiu d'Express Logic. El ThreadX es distribueix utilitzant un model en què el codi font i les llicencies són lliures de pagament.
El ThreadX té la majoria de característiques generals dels sistemes operatius de temps real: utilitza un nucli multitasca i preemptiu, proporciona resposta ràpida a interrupcions, comunicació entre fils d'execució, capacitat d'exclusió mútua, notificació d'esdeveniments, i facilitats per a la sincronització de fils d'execució.
Algunes de les característiques principals de ThreadX són l'herència de prioritat, la possibilitat d'establir un llindar de preempció, la gestió eficient de temporitzadors, i la seva mida reduïda.
ThreadX s'utilitza generalment en sistemes incrustats i pot córrer en molts processadors diferents, ja siguin d'arquitectura CISC, RISC, o bé processador de senyals digitals. Molts productes d'electrònica de consum utilitzen ThreadX, per exemple moltes impressores de Hewlett Packard.
Diverses empreses proporcionen programari de desenvolupament. Els entorns més coneguts són Wind River Workbench, ARM RealView, Green Hills Software MULTI, Metrowerks Code Warrior, IAR C-SPY, Lauterbach TRACE32 i visionCLICK.